# Silvia Laubenbacher
Silvia Laubenbacher (* 18. Oktober 1965 in Augsburg; † 12. März 2022 in München) war eine deutsche Moderatorin bei Hörfunk und Fernsehen, die unter anderem als langjährige Moderatorin bei dem Sender ProSieben bekannt wurde. 

## Leben
Laubenbacher absolvierte nach einem Lehramtsstudium und einer Berufsausbildung zur Steuerfachgehilfin eine Sprechausbildung und sammelte anschließend Radio-Erfahrung.
Sie war mit dem früheren Moderator und Synchronsprecher Percy Hoven verheiratet. Das Paar lebte mit seinen beiden Kindern in Bobingen.
2014 wurde bei ihr Brustkrebs diagnostiziert. Am 12. März 2022 starb sie in ihrer Münchner Wohnung im Alter von 56 Jahren an den Folgen der Krankheit.

## Moderationen in Hörfunk und Fernsehen (Auswahl)

### Fernsehen
- 1989–1990 Moderation/Redaktion Nachrichten, TV München
- 1990–1998 Moderation/Programmpräsentation, ProSieben
- 1998–1999 Moderation und Redaktion Wetter, ProSieben
- 1999–2009 Moderation und Redaktion  SAM, ProSieben[2]
- 2010 „in vivo – Das TV-Magazin der Deutschen Krebshilfe“ auf Focus Gesundheit mit Expertengesprächen und Fakten zu Krebserkrankungen[3]
- 2012 Moderation beim Augsburg-Schwäbischen Regionalfernsehen a.tv

### Radio
- 1987–1988 Moderation und Redaktion beim ehemaligen Augsburger Lokalsender Radio Sunshine
- 1988–1991 Moderation und Redaktion Radio Kö
- 1991–1998 Moderation und Redaktion Radio RT.1